# Homecoming (serial telewizyjny)
Homecoming – internetowy amerykański serial (dramat, thriller psychologiczny) wyprodukowany przez Esmail Corp, Gimlet Pictures, Crocodile, We Here At, Red Om Films, Anonymous Content, Universal Cable Productions oraz Amazon Studios, który jest adaptacją podcastu o tym samym tytule autorstwa Eli Horowitz i Micah Bloomberg.
Wszystkie 10 odcinków pierwszej serii zostało udostępnionych 2 listopada 2018 roku na stronie internetowej platformy Amazon Studios.
Serial opowiada o Heidi Bergman, opiekunce społecznej, która pomaga powrócić do życia byłym żołnierzom po służbie. Cztery lata później Bergman jest kelnerką w podrzędnej knajpie.

## Obsada

### Główna
- Julia Roberts jako Heidi Bergman (sezon 1)
- Bobby Cannavale jako Colin Belfast[2]
- Stephan James jako Walter Cruz[3]
- Shea Whigham jako Thomas Carrasco[4]
- Alex Karpovsky jako Craig[5]
- Sissy Spacek jako Ellen Bergman[6]
- Janelle Monáe (sezon 2)

### Główne drugoplanowe
- Ayden Mayeri jako Reina Cruz[7]
- Bill Stevenson jako Abe
- Sam Marra jako Javen
- Marianne Jean-Baptiste jako Gloria Cruz[7]
- Jeremy Allen White jako Shrier[4]
- Alden Ray jako Maurice
- Henri Esteve jako Abel
- Frankie Shaw jako Dara
- Gwen Van Dam jako Mrs. Trotter
- Brooke Bloom jako Pam Cruz[7]
- Sydney Poitier Heartsong jako Lydia Belfast[4]
- Hong Chau jako Audrey Temple[4]
- Dermot Mulroney jako Anthony[8]
- Marcus Henderson jako Engel
- Jason Rogel jako Cory
- Rafi Gavron jako Rainey
- Jacob Pitts jako AJ Cruz[7]
- Lewie Bartone jako New Guy
- Kristof Konrad jako pan Heidl

### Gościnne występy
- Fran Kranz jako Ron
- Caitlin Leahy jako Kate
- Michael Hyatt jako Evita
- Philip Anthony-Rodriguez jako Ramon
- Karly Rothenberg jako Customer 2
- Paul McKinney jako Dad
- Jeannetta Arnette jako kobieta z psem

## Odcinki
| Sezon | Odcinki | Oryginalna emisja w (USA) Amazon Studios | Oryginalna emisja w (USA) Amazon Studios |
| Sezon | Odcinki | Premiera sezonu                          | Finał sezonu                             |
| ----- | ------- | ---------------------------------------- | ---------------------------------------- |
| 1     | 10      | 2 listopada 2018                         | 2 listopada 2018                         |

### Sezon 1 (2018)
| #  | Tytuł     | Reżyseria  | Scenariusz                     | Premiera w Amazon Studios |
| -- | --------- | ---------- | ------------------------------ | ------------------------- |
| 1  | Mandatory | Sam Esmail | Eli Horowitz, Micah Bloomberg  | 2 listopada 2018          |
| 2  | Pineapple | Sam Esmail | Eli Horowitz                   | 2 listopada 2018          |
| 3  | Optics    | Sam Esmail | David Wiener                   | 2 listopada 2018          |
| 4  | Redwood   | Sam Esmail | Micah Bloomberg                | 2 listopada 2018          |
| 5  | Helping   | Sam Esmail | Cami Delavigne                 | 2 listopada 2018          |
| 6  | Toys      | Sam Esmail | Shannon Houston                | 2 listopada 2018          |
| 7  | Test      | Sam Esmail | Eric Simonson                  | 2 listopada 2018          |
| 8  | Protocol  | Sam Esmail | Eli Horowitz                   | 2 listopada 2018          |
| 9  | Work      | Sam Esmail | Micah Bloomberg                | 2 listopada 2018          |
| 10 | Stop      | Sam Esmail | Eli Horowitz & Micah Bloomberg | 2 listopada 2018          |

## Produkcja
21 lipca 2017 roku, platforma Amazon zamówiła dwa sezony thrillera psychologicznego, w którym główną rolę zagra Julia Roberts. W listopadzie 2017 roku, obsada powiększyła się o Stephana Jamesa i Bobby'ego Cannavalea.
W marcu 2018 roku, poinformowano, że Alex Karpovsky, Dermot Mulroney, Shea Whigham, Hong Chau, Jeremy Allen White, Sydney Poitier, Marianne Jean-Baptiste, Brooke Bloom, Ayden Mayeri, Jacob Pitts oraz Sissy Spacek dołączyli do obsady serialu. W lipcu 2019 roku poinformowano, że główną rolę w serialu zagra Janelle Monáe.